# Sindrome da immunodeficienza acquisita felina
La sindrome da immunodeficienza acquisita felina è una malattia infettiva che colpisce il gatto e altri felini: similmente alla sindrome da immunodeficienza acquisita umana, determina nel lungo periodo un indebolimento del sistema immunitario del soggetto afflitto, aumentando il rischio di infezioni opportunistiche e neoplasie.

## Storia
Benché sia stato isolato solamente nel 1987, è noto che FIV esista da molto tempo.

## Eziologia
La malattia è causata dal virus dell'immunodeficienza felina (FIV). Si tratta un lentivirus (appartenente al gruppo dei retrovirus, similmente al virus della leucemia felina) come il virus dell'immunodeficienza umana (HIV, il virus responsabile dell'AIDS). I retrovirus sono peculiari per ogni specie. Ciò significa, più semplicemente, che un retrovirus felino come il FIV infetterà unicamente i gatti, così come uno umano con l'HIV infetterà solo gli esseri umani. I retrovirus sono fragili e quindi vengono facilmente inattivati da raggi ultravioletti, calore e detergenti.
Il virus si trova nei gatti domestici di tutto il mondo ed infetta anche felini selvaggi come i leopardi delle nevi, i leoni, le tigri, i giaguari, le pantere e le linci rosse della Florida.

## Epidemiologia
I gatti maschi sono 2 volte più colpiti delle femmine. Infatti, i gatti liberi di girovagare hanno più probabilità di altri di contrarre l'infezione, essendo maggiormente esposti al rischio di ferite da morso. Diversamente da FeLV, nei rifugi per gatti l'infezione da FIV è rara in proporzione alle ferite da morso che ci si aspetterebbe in un luogo simile.

## Trasmissione
A differenza di FeLV, FIV non si trasmette con un prolungato e stretto contatto. Il contagio avviene tramite scambi di sangue o altri fluidi organici tra un gatto malato ed uno sano. Più frequentemente il contagio avviene attraverso l'accoppiamento o tramite ferite da morso: i gatti maschi interi, con libero accesso all'esterno, sono i soggetti più a rischio. Il contagio tramite la cassettina della lettiera, le scodelle del cibo e dell'acqua, oppure perché i gatti dormono vicini o giocano insieme è estremamente improbabile.
La trasmissione dell'infezione nell'utero o attraverso il latte è molto rara. Si può verificare se la gatta viene infettata durante la gestazione o l'allattamento. Le gatte già infette dal FIV prima della gravidanza di solito partoriscono gattini non infetti.

## Clinica
I gatti con infezione da FIV possono mostrare sintomi non specifici come apatia, perdita di appetito, febbre, linfonodi gonfi (linfoadenopatia) e perdita di peso. I sintomi dell'infezione da FIV e FeLV sono molto simili.

### Stadi
L'infezione da FIV nei gatti, come quella da HIV negli esseri umani, è caratterizzata da tre stadi. Quello iniziale (o acuto) dell'infezione da FIV è spesso caratterizzato da febbre, linfonodi gonfi e predisposizione ad infezioni della pelle o dell'intestino. Questo stadio generalmente si sviluppa alla quarta-sesta settimana dopo l'esposizione al virus.
Il secondo stadio è latente, non si notano i sintomi della malattia, e può durare per molti anni, durante i quali il sistema immunitario può essere lentamente sopraffatto.
Quando l'immunodeficienza diventa grave, si sviluppa il terzo stadio dell'infezione. Il terzo stadio è quello terminale e si riscontra più comunemente nei gatti tra i 5 e i 12 anni (FeLV colpisce gatti tra 1-5 anni), e possiede una prognosi infausta: generalmente, l'aspettativa di vita è di un anno. Gli animali nel terzo stadio della malattia sono particolarmente predisposti alle infezioni, di solito opportunistiche e croniche, dovute a batteri, miceti o parassiti. Inoltre, la debolezza del sistema immunitario facilita la comparsa di neoplasie.  Altri gatti possono mostrare sintomi neurologici, benché gli effetti di FIV sul sistema nervoso felino siano generalmente minori di quelli dell'HIV sul sistema nervoso umano.

### Patologie correlate a FIV
- Infezioni orali: le infezioni orali croniche possono svilupparsi approssimativamente nel 50% dei gatti colpiti da una malattia FIV-correlata. I gatti possono mostrare dolore alla palpazione del muso, hanno difficoltà a mangiare o rifiutano il cibo, e possono emanare dalla bocca un cattivo odore. Tali infezioni possono essere difficili da controllare. Le infezioni orali sono più comuni nei gatti con infezione da FIV che da FeLV.
- Malattie respiratorie: Approssimativamente il 30% dei gatti infetti da FIV presenta patologie croniche delle vie aeree superiori accompagnate da frequenti starnuti e da scolo nasale. Questi sintomi possono essere dovuti ad infezioni croniche da herpesvirus felino (rinotracheite) o calicivirus. In alcuni gatti può svilupparsi la polmonite, causando tosse e difficoltà respiratorie.
- Malattie oculari: insieme ai sintomi dell'interessamento delle vie aeree superiori, i gatti possono presentare anche manifestazioni oculari come arrossamento degli occhi, scolo e intorbidamento della cornea. Inoltre, talvolta si possono riscontrare dei glaucomi.
- Malattie gastrointestinali: la diarrea cronica è presente nel 10- 20% dei gatti con infezione da FIV. Questa patologia può infatti essere provocata dalla presenza di neoplasie, infezioni batteriche, infestazioni parassitarie o dallo stesso FIV. Infezioni della cute e dell'orecchio: le infezioni ricorrenti o croniche della cute e delle orecchie possono essere il primo sintomo dell'infezione da FIV. A causa dell'immunodeficienza, parassiti, miceti e batteri causano sintomi come perdita di pelo, prurito e pustole. Si possono inoltre notare forme di rogna demodettica e notoedrica, insolite nei gatti sani. Sono anche state segnalate infestazioni croniche da acari delle orecchie ed aggressive lesioni da tigna. È anche possibile riscontrare ascessi cronici.
- Malattie neurologiche: nei gatti con infezione da FIV si possono osservare cambiamenti nel comportamento, perdita dell'abitudine a non sporcare in casa e demenza. Questi sintomi possono essere causati direttamente da FIV o da infestazioni parassitarie (toxoplasmosi) e micotiche (criptococcosi) che si verificano molto spesso negli animali immunodepressi.
- Linfoadenopatia: i linfonodi nell'addome e in altre parti del corpo spesso si presentano ingrossati.
- Anemia: l'anemia si osserva approssimativamente in 1/3 dei gatti con infezione da FIV. Haemobartonella felis, un parassita dei globuli rossi, può essere il responsabile più comune di questa patologia.
- Neoplasie: i gatti con infezione da FIV sono 5 volte più predisposti di quelli non infetti allo sviluppo di linfomi e leucemia. La ragione di questo fatto è tuttora sconosciuta.

## Diagnosi
Nei gatti con infezione da FIV, la maggior parte delle indagini biochimiche risulta normale. Si possono riscontrare anemia e diminuzione nel numero di globuli bianchi nei gatti malati. Inoltre, nei gatti infetti si possono riscontrare livelli elevati di una particolare proteina, detta globulina.
L'infezione da FIV viene diagnosticata mediante test che individuano gli anticorpi che i gatti producono nei confronti di questo virus. Tali anticorpi sono di solito presenti 3-6 settimane dopo l'infezione.

## Trattamento
Negli Stati Uniti viene utilizzato l'immunomodulatore di linfociti di tipo T (o LTCI, Lymphocyte T-Cell Immunomodulator), un preparato di origine biologica, reso disponibile in commercio a partire dal 2006 su autorizzazione del Dipartimento dell'Agricoltura degli Stati Uniti. La funzione di questo preparato, estratto da colture in vitro di cellule di ghiandola del timo di origine bovina, è di coadiuvare il trattamento dei gatti infetti da FIV, contrastando l'insorgenza di infezioni opportunistiche ed i sintomi ad esse associati, quali linfocitopenia, anemia, granulocitopenia o piastrinopenia.
Lo LTCI è un potente regolatore della produzione e della funzionalità dei linfociti CD-4 e ne è stata dimostrata l'efficacia nell'incrementare il numero di linfociti e della produzione di Interleuchina 2 negli animali trattati.  Si tratta di un polipeptide a catena singola che forma una glicoproteina fortemente cationica di 50 000 Dalton, con un punto isoelettrico di 6,5. La purificazione della proteina, ottenuta da un surnatante di cellule stromali ricavati dal timo di origine bovina, produce un fattore omogeneo e privo di impurità, omologo rispetto a quello di altre specie di mammiferi. L'assenza di effetti collaterali negativi rilevabili, in numerose specie di animali, suggerisce di ritenere che il prodotto abbia un livello di tossicità estremamente basso.